# 그랜드 캐니언 국립공원
그랜드 캐니언 국립공원(Grand Canyon National Park)은 미국 애리조나주에 있는 국립공원이다. 
미국의 국립공원 중에서 가장 규모가 크고 웅장하고 신비로운 대협곡(그랜드 캐니언)이 유명한 세계적인 관광지로 꼽히며, 음역어로 大峡谷国家公园(대협곡국가공원)이라고도 한다.
2016년 한해에 이 공원을 찾아온 방문자 수는 무려 600만 명에 이르렀다. 1,600m의 깊은 계곡에 흐르는 콜로라도강을 사이에 두고 남쪽과 북쪽 양쪽으로 공원이 나뉜다. 
북쪽의 공원을 노스림(North Rim)이라고 부르는데 이는 북쪽의 가장자리란 뜻이다. 
남쪽 가장자리는 사우스림(South Rim)으로 불리는데 대부분의 관광객은 사우스림을 찾아온다. 
그랜드 캐니언 국립공원의 면적은 1,904평방마일(4930km2)로 제주도 섬 전체 면적(1,846km2)의 2.7배에 해당되는 방대한 면적을 차지한다. 
공원 지역 내에서의 콜로라도 강의 길이도 무려 277마일(443km)이 된다.

## 역사

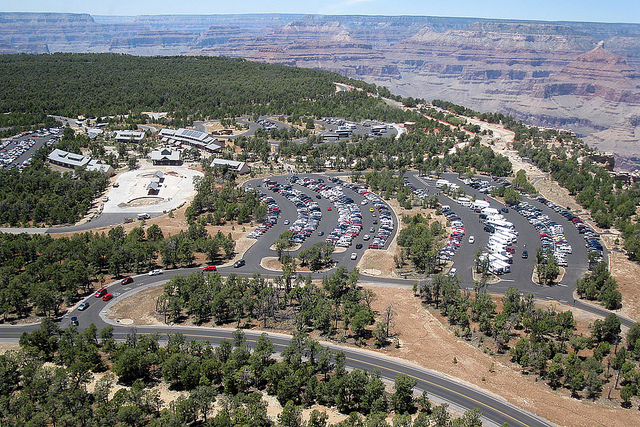
그랜드 캐니언 국립공원 방문객 센터 주차장

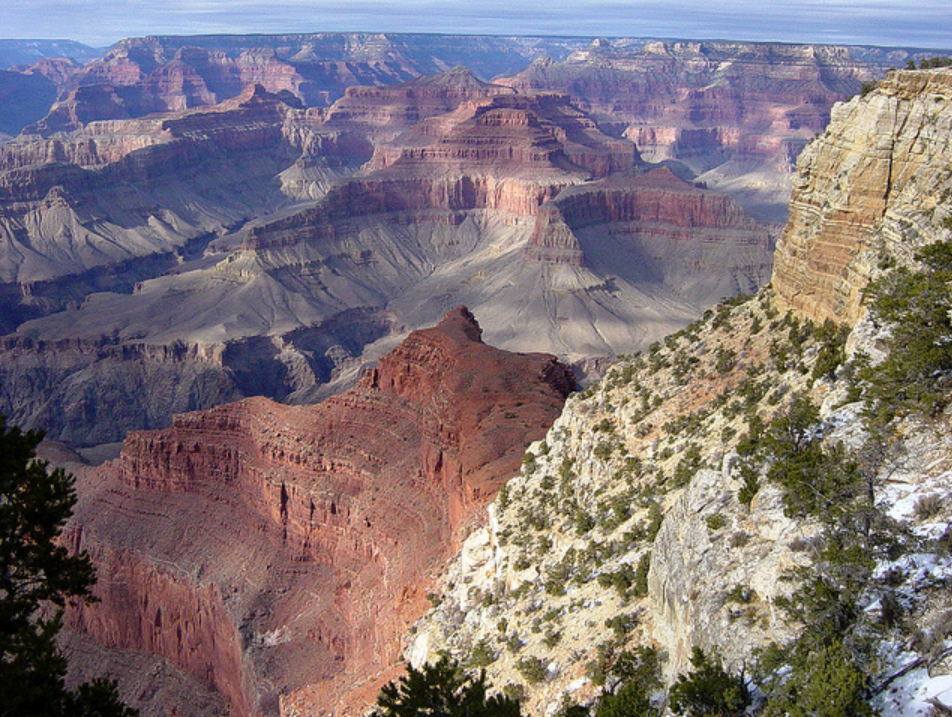
모하비 포인트에서 본 캐니언 경치

세계적인 자연 경관의 대 협곡, 그랜드 캐니언을 국립공원으로 지정하려는 미국 정부의 노력은 1882년부터 시작되었으나 국립공원이 되기까지는 30여년의 오랜 시간이 걸렸다. 1903년 시어도어 루스벨트 대통령이 이곳을 방문해서 그랜드 캐니언을 보고 감격해서 아래와 같이 말했다.
"그랜드 캐니언을 보고 나는 경외와 놀라움에 차버렸습니다. 이 세상의 어느 것과도 견줄 수 없고 말로 형용할 수 없는 전대미문의 것입니다. 이 놀랍고 신비한 자연을 잘 보존하여야 합니다. 이 웅장하고 장엄한 아름다움을 손상시키지 않도록 합시다. 우리가 더 좋게 손질할 수 없습니다. 단지 우리가 할 수 있는 것은 있는 그대로를 후손을 위해 보존하는 것입니다. 그리하여 우리의 후손, 온 미국 시민이 지금 이 자연의 신비를 볼 수 있게 합시다."
이와 같은 열정에도 불구하고 5년이 걸린 1908년에 와서야 그랜드 캐니언은 내셔널 모뉴먼트(National Monument)로 지정될 수 있었고 또 11년이 지난 1919년에 우드로 윌슨 대통령 재임 중 마침내 국립공원으로 승격되었다. 그랜드 캐니언 국립공원은 1979년에 유네스코 세계유산으로 지정되었다.

## 지리

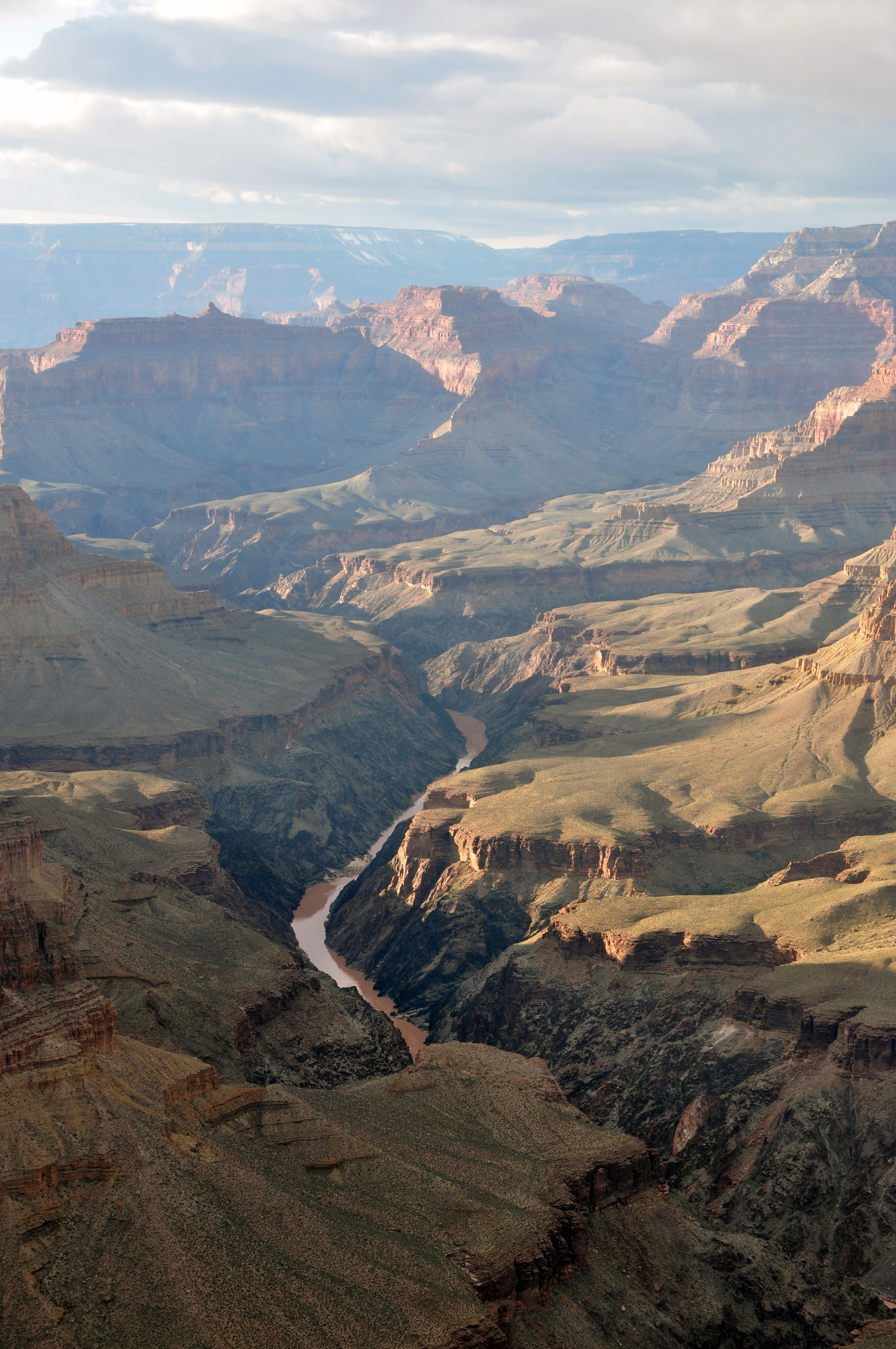
그랜드 캐니언. 허미츠레스트에서 본 경치.

공원은 1904평방마일(4930평방km)의 방대한 면적을 차지한다. 콜로라도강을 사이에 두고 남과 북의 협곡으로 나뉘어 있다. 공원지역 내에서 콜로라도 강의 길이가 무려277마일(443km)로 한국의 한강 길이 (494km)에 가깝다. 캐니언의 폭은 제일 좁은 곳은 180m에서 제일 넓은 곳은 30km(600ft~18마일)까지 되며 협곡의 깊이는 약 1마일(1.6km)이 되는 협곡이다. 사우스림(South Rim)은 해발 2300m의 고원지대이며 강우량이 적은 편이나 노스림(Nouth Rim)은 해발 2700m가 되어 비교적 비와 눈이 많이 내린다. 따라서 북쪽 노스림은 남쪽의 사우스림보다 더 숲이 울창하고 기온도 낮다. 노스림과 사우스림 사이의 거리는 까마귀에게는 불과 10~18마일(16~29km)밖에 안 되지만 자동차로 갈 수밖에 없는 사람에게는 5시간을 운전해야 하는 220마일(354km) 장거리가 된다.

### 기후
| Grand Canyon NP 2, Arizona, 1991-2020 normals, extremes 1976-2012의 기후 | Grand Canyon NP 2, Arizona, 1991-2020 normals, extremes 1976-2012의 기후 | Grand Canyon NP 2, Arizona, 1991-2020 normals, extremes 1976-2012의 기후 | Grand Canyon NP 2, Arizona, 1991-2020 normals, extremes 1976-2012의 기후 | Grand Canyon NP 2, Arizona, 1991-2020 normals, extremes 1976-2012의 기후 | Grand Canyon NP 2, Arizona, 1991-2020 normals, extremes 1976-2012의 기후 | Grand Canyon NP 2, Arizona, 1991-2020 normals, extremes 1976-2012의 기후 | Grand Canyon NP 2, Arizona, 1991-2020 normals, extremes 1976-2012의 기후 | Grand Canyon NP 2, Arizona, 1991-2020 normals, extremes 1976-2012의 기후 | Grand Canyon NP 2, Arizona, 1991-2020 normals, extremes 1976-2012의 기후 | Grand Canyon NP 2, Arizona, 1991-2020 normals, extremes 1976-2012의 기후 | Grand Canyon NP 2, Arizona, 1991-2020 normals, extremes 1976-2012의 기후 | Grand Canyon NP 2, Arizona, 1991-2020 normals, extremes 1976-2012의 기후 | Grand Canyon NP 2, Arizona, 1991-2020 normals, extremes 1976-2012의 기후 |
| 월                                                                       | 1월                                                                      | 2월                                                                      | 3월                                                                      | 4월                                                                      | 5월                                                                      | 6월                                                                      | 7월                                                                      | 8월                                                                      | 9월                                                                      | 10월                                                                     | 11월                                                                     | 12월                                                                     | 연간                                                                     |
| ------------------------------------------------------------------------ | ------------------------------------------------------------------------ | ------------------------------------------------------------------------ | ------------------------------------------------------------------------ | ------------------------------------------------------------------------ | ------------------------------------------------------------------------ | ------------------------------------------------------------------------ | ------------------------------------------------------------------------ | ------------------------------------------------------------------------ | ------------------------------------------------------------------------ | ------------------------------------------------------------------------ | ------------------------------------------------------------------------ | ------------------------------------------------------------------------ | ------------------------------------------------------------------------ |
| 역대 최고 기온 °F (°C)                                                   | 64 (18)                                                                  | 69 (21)                                                                  | 77 (25)                                                                  | 82 (28)                                                                  | 92 (33)                                                                  | 101 (38)                                                                 | 97 (36)                                                                  | 97 (36)                                                                  | 93 (34)                                                                  | 89 (32)                                                                  | 74 (23)                                                                  | 65 (18)                                                                  | 101 (38)                                                                 |
| 일평균 최고 기온 °F (°C)                                                 | 44.3 (6.8)                                                               | 46.3 (7.9)                                                               | 53.6 (12.0)                                                              | 60.9 (16.1)                                                              | 69.9 (21.1)                                                              | 82.0 (27.8)                                                              | 84.9 (29.4)                                                              | 82.1 (27.8)                                                              | 75.8 (24.3)                                                              | 64.6 (18.1)                                                              | 53.2 (11.8)                                                              | 43.0 (6.1)                                                               | 63.4 (17.4)                                                              |
| 일일 평균 기온 °F (°C)                                                   | 31.7 (−0.2)                                                              | 33.7 (0.9)                                                               | 39.3 (4.1)                                                               | 44.9 (7.2)                                                               | 52.8 (11.6)                                                              | 62.5 (16.9)                                                              | 67.7 (19.8)                                                              | 65.9 (18.8)                                                              | 59.8 (15.4)                                                              | 49.0 (9.4)                                                               | 39.0 (3.9)                                                               | 30.6 (−0.8)                                                              | 48.1 (8.9)                                                               |
| 일평균 최저 기온 °F (°C)                                                 | 19.2 (−7.1)                                                              | 21.1 (−6.1)                                                              | 25.0 (−3.9)                                                              | 28.8 (−1.8)                                                              | 35.6 (2.0)                                                               | 43.0 (6.1)                                                               | 50.4 (10.2)                                                              | 49.8 (9.9)                                                               | 43.7 (6.5)                                                               | 33.3 (0.7)                                                               | 24.7 (−4.1)                                                              | 18.2 (−7.7)                                                              | 32.7 (0.4)                                                               |
| 역대 최저 기온 °F (°C)                                                   | −17 (−27)                                                                | −20 (−29)                                                                | −1 (−18)                                                                 | 8 (−13)                                                                  | 17 (−8)                                                                  | 25 (−4)                                                                  | 35 (2)                                                                   | 35 (2)                                                                   | 24 (−4)                                                                  | 8 (−13)                                                                  | −6 (−21)                                                                 | −20 (−29)                                                                | −20 (−29)                                                                |
| 평균 강수량 인치 (mm)                                                    | 1.76 (45)                                                                | 1.23 (31)                                                                | 1.85 (47)                                                                | 0.64 (16)                                                                | 0.40 (10)                                                                | 0.22 (5.6)                                                               | 2.33 (59)                                                                | 2.19 (56)                                                                | 1.50 (38)                                                                | 1.23 (31)                                                                | 0.77 (20)                                                                | 1.25 (32)                                                                | 15.37 (390)                                                              |
| 평균 강설량 인치 (cm)                                                    | 12.9 (33)                                                                | 7.8 (20)                                                                 | 8.1 (21)                                                                 | 2.8 (7.1)                                                                | 0.1 (0.25)                                                               | 0.0 (0.0)                                                                | 0.0 (0.0)                                                                | 0.0 (0.0)                                                                | 0.0 (0.0)                                                                | 1.1 (2.8)                                                                | 2.2 (5.6)                                                                | 8.0 (20)                                                                 | 43.0 (109)                                                               |
| 평균 강수일수 (≥ 0.01 in)                                                | 6.4                                                                      | 6.1                                                                      | 5.9                                                                      | 3.5                                                                      | 2.6                                                                      | 1.7                                                                      | 7.0                                                                      | 10.1                                                                     | 5.7                                                                      | 5.1                                                                      | 4.0                                                                      | 6.0                                                                      | 64.1                                                                     |
| 평균 강설일수 (≥ 0.1 in)                                                 | 4.0                                                                      | 3.3                                                                      | 2.9                                                                      | 1.2                                                                      | 0.1                                                                      | 0.0                                                                      | 0.0                                                                      | 0.0                                                                      | 0.0                                                                      | 0.7                                                                      | 1.3                                                                      | 3.5                                                                      | 17.0                                                                     |
| 출처: NOAA                                                               |                                                                          |                                                                          |                                                                          |                                                                          |                                                                          |                                                                          |                                                                          |                                                                          |                                                                          |                                                                          |                                                                          |                                                                          |                                                                          |

## 교통

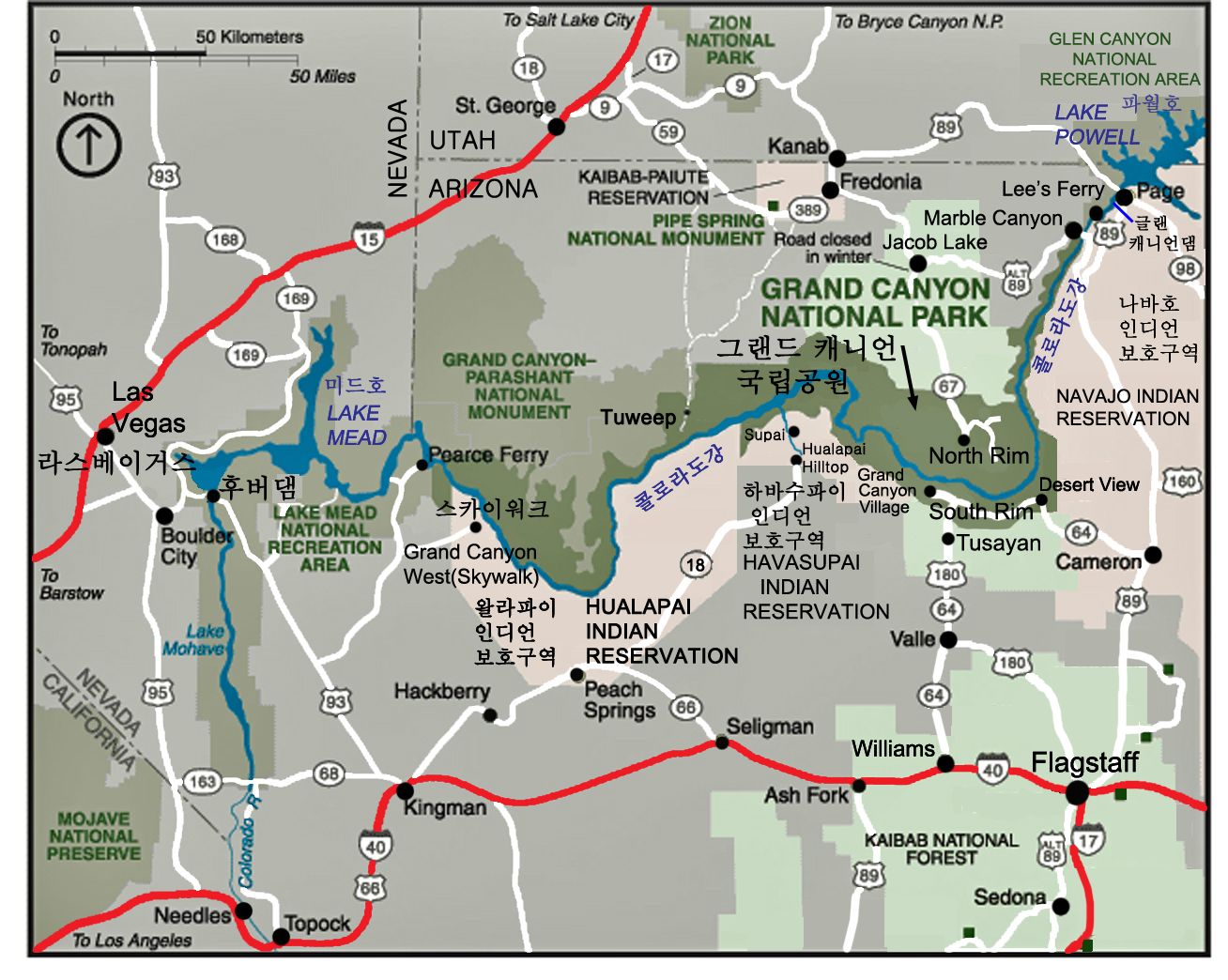
그랜드 캐니언 주변 지역 지도

그랜드 캐니언 국립공원으로 가는 길은 사우스림(South Rim)의 경우는 I-40고속 도로로 윌리엄스(Williams)까지 와서 64번 도로로 100km 거리를 올라가든지 플래그스태프(Flagstaff)에 와서 180번 도로로 130km 거리를 올라가서 투사얀(Tusayan) 마을을 거쳐 남쪽 입구로 공원에 들어가는게 대부분의 여행객이 택하는 길이다. 플래그스태프에서 89번과 64번을 통해서 동쪽 입구로 들어가는 방법도 있다. 피닉스(Phoenix)와 플래그스태프 사이 거리는 136마일(217km), 라스베이거스(Las Vegas)와 윌리엄스 사이 거리는 221마일(353km)이다. 노스림으로 가는 길은 애리조나 북부에 있는 페이지(Page)를 거치든가 유타주에 있는 카나브(Kanab)를 거쳐 제이코브레이크(Jacob Lake)를 경유해서 들어간다.
윌리엄스와 사우스림에 있는 그랜드 캐니언 빌리지 사이 65마일 거리를 하루에 한번씩 왕복하는 기차를 이용하는 여행객도 많다. 옛날의 분위기를 느껴 볼 수 있는 여행 방법이다. 공원 안에 있는 호텔(Railway Hotel)과 기차표를 패키지로 예약할 수도 있다.

## 입장료

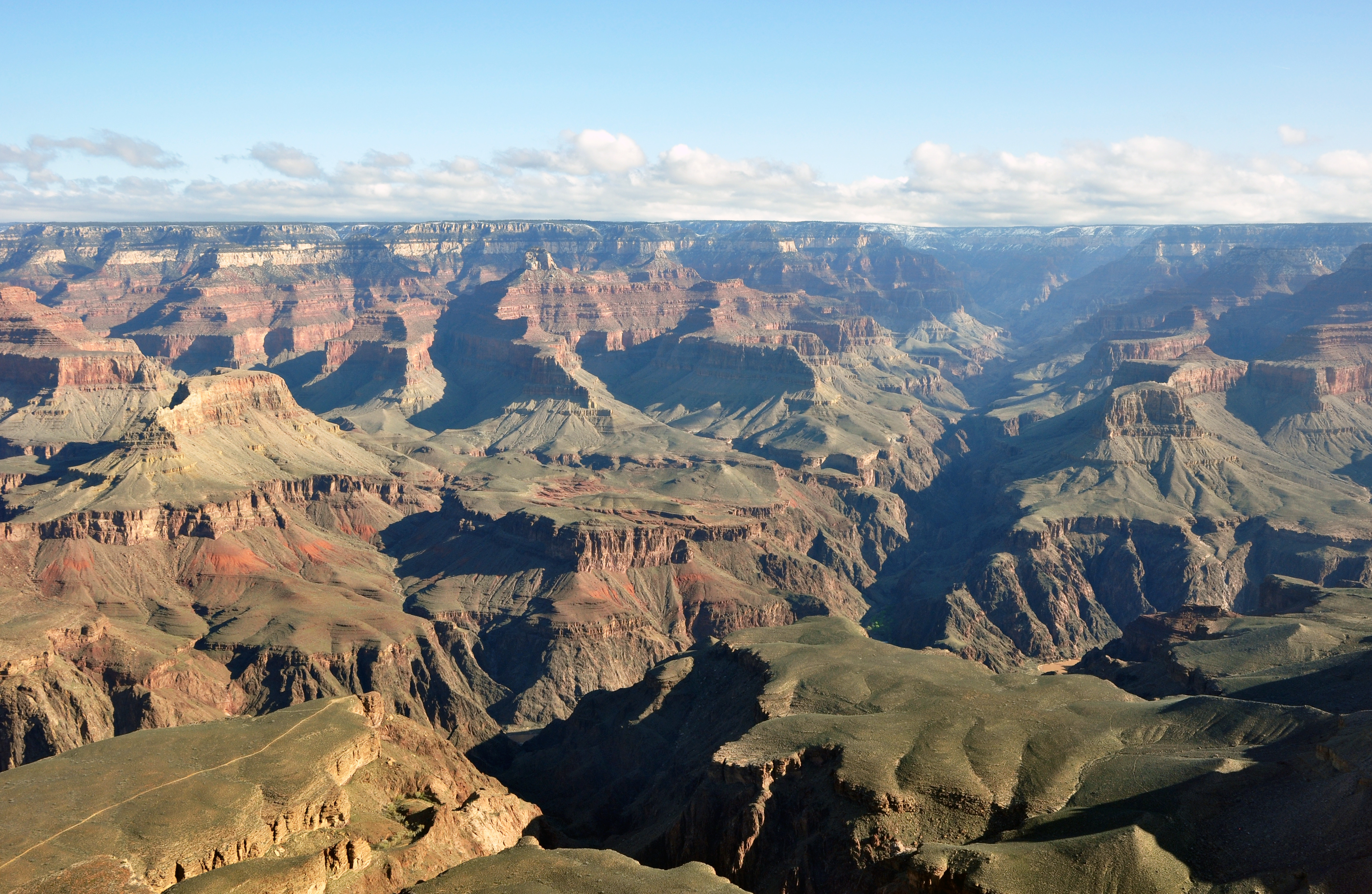
야바파이 포인트에서 본 캐니언

- 공원입장:자동차당 $35.00, 도보로 입장시 성인:$20.00, 7일간 유효, 노스림과 사우스림 모두 포함.[1]
- 무료입장 해당자: America the Beautiful Pass 소지자, 15세와 이하의 어린이
- America the Beautiful-2011 Annual Pass: 1년간 국립공원 입장권 $80.00
- America the Beautiful–Senior Pass:62세 이상의 영주권/시민권자의 평생 국립공원 입장권: $80.00
- 특별 무료 입장날짜: 2011년 9월24일(National Public Lands Day), 11월 11~13일(Veterans Day 주말), 매년 National Park Week(2016년 4월)
- 캠프장 사용료: 마서 캠프장:$15.00~$18.00, 데서트뷰 캠프장: $12.00, 노스 림 캠프장: $15.00, Pass 소지자: 50% 할인.

## 숙박 시설

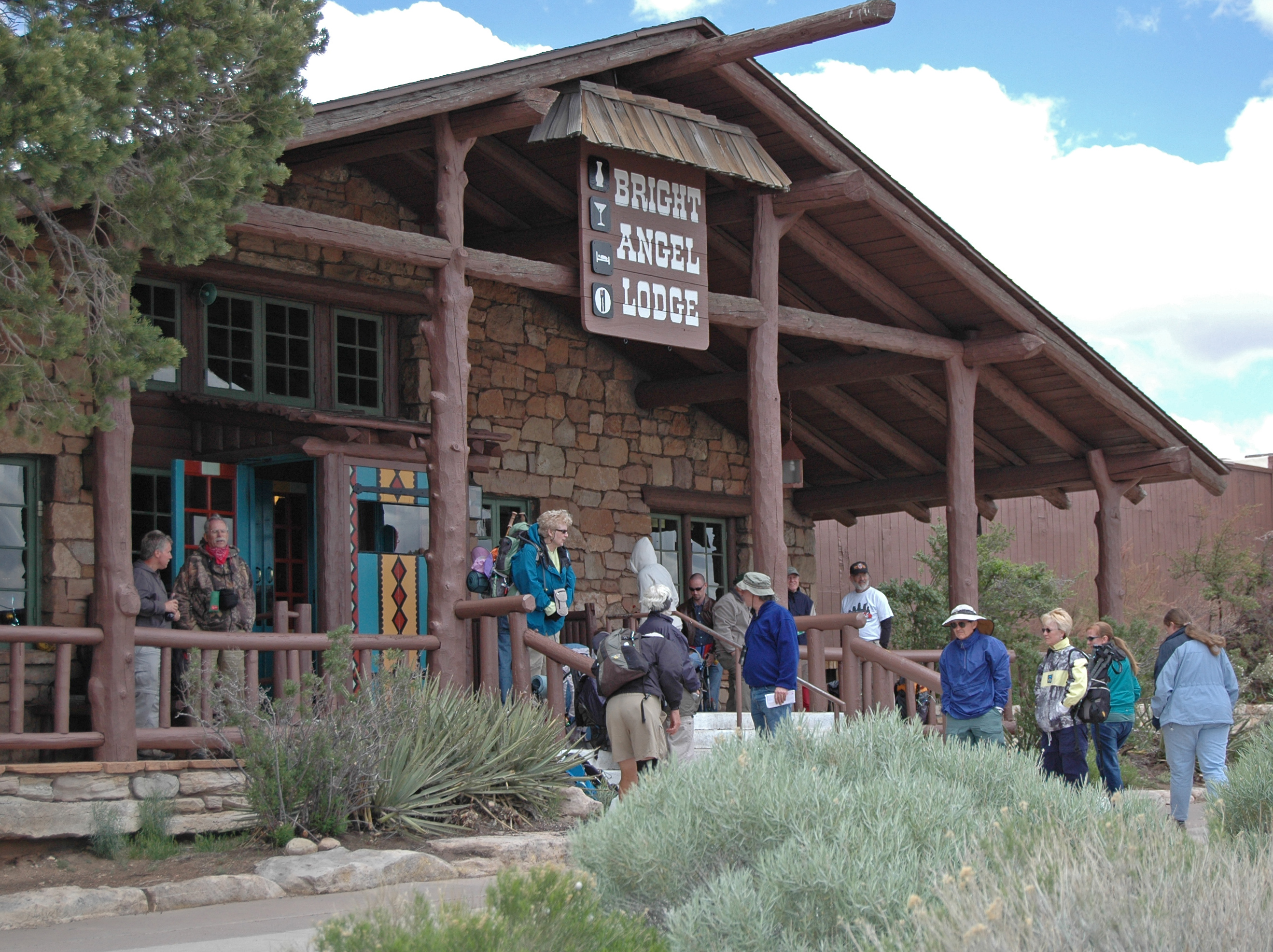
브라이트 에인절 라지(Bright Angel Lodge(숙소))

사우스림 공원안에는 6개의 호텔/숙소가, 노스림에는 한개의 숙소가 있다. 사우스 림에 있는 호텔 관리와 예약은 잔테라 파크 엔드 리소트(Xanterra Parks & Resorts)회사에서 한다. 노스림에 있는 숙소 예약은 포레버리소트(Forever Resort)로 해야 된다. 여름철의 예약은 약 3~6개월 정도 미리 해야 될때가 많다. 사우스림에서 약 7마일 떨어진 공원 입구에 있는 투사얀(Tusayan)이란 마을에 7개의 호텔/모텔이 있다. 약 한시간 걸리는 윌리엄스(Williams)에 20개가 넘는 호텔과 모텔이 있고 약 90분 걸리는 플래그스태프(Flagstaff)에는 50여개의 호텔과 모텔이 있다. 공원안에는 캠프장시설도 사우스림에 두 곳, 노스림에 하나가 있다. 공원밖에도 Ten-X 라고 하는 캠프장이 투사얀 마을 근처에 있다.

## 관광 정보

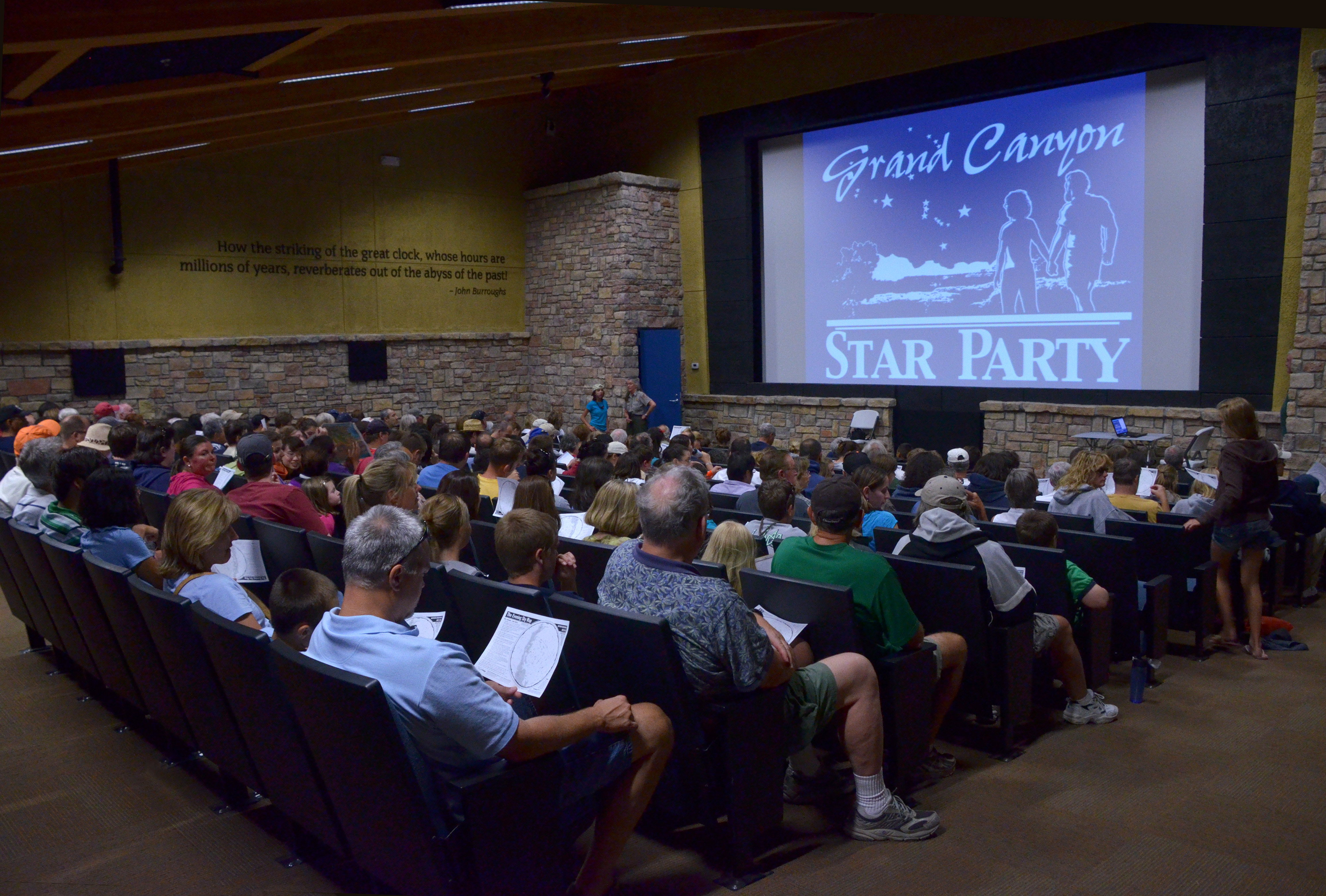
방문객을 위한 공원 소개 영화관

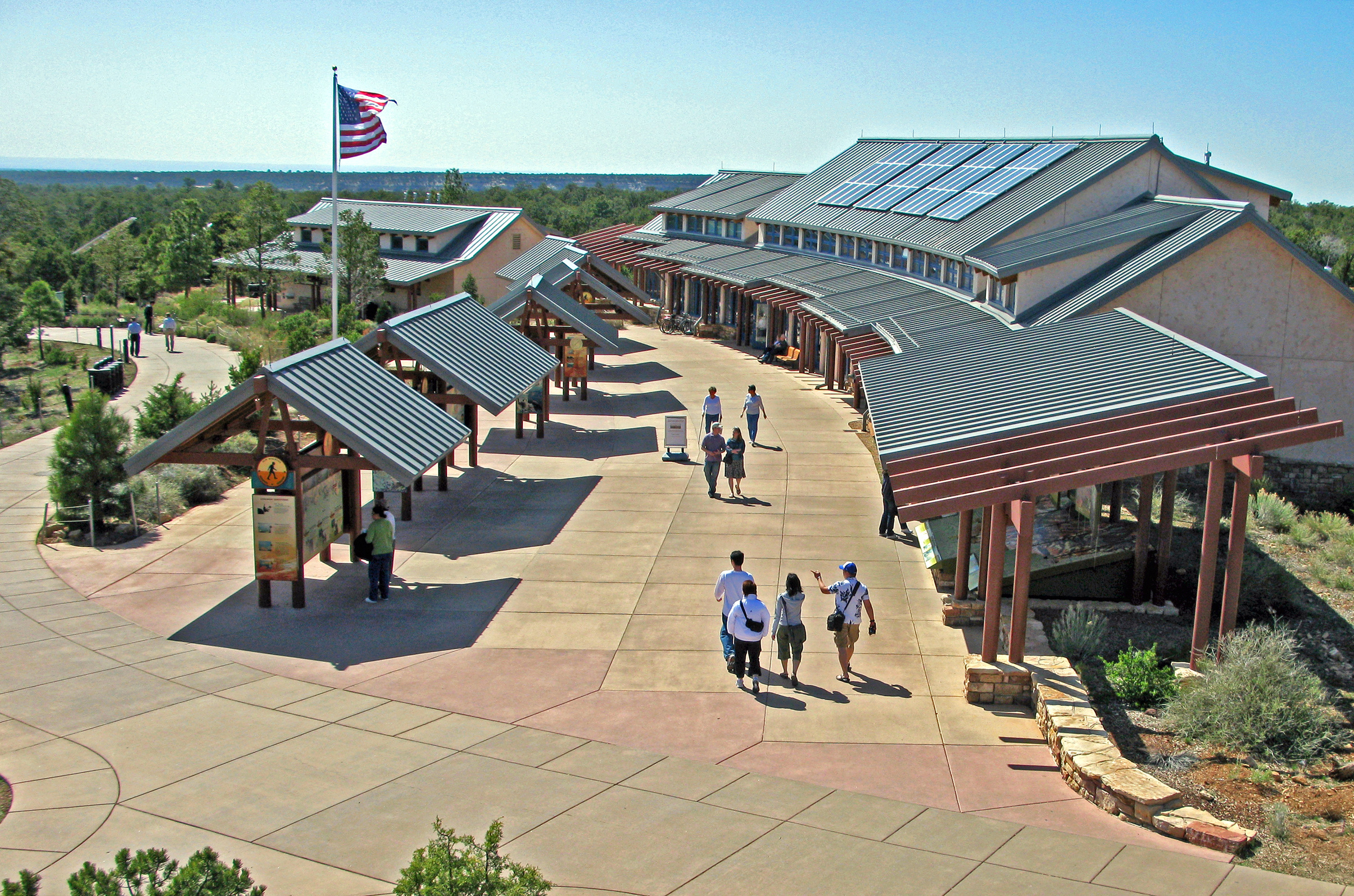
2009년의 방문객센터(영화관 극장을 증축하기 전) 지금은 앞 부분에 극장 건물이 증축되어 있다.

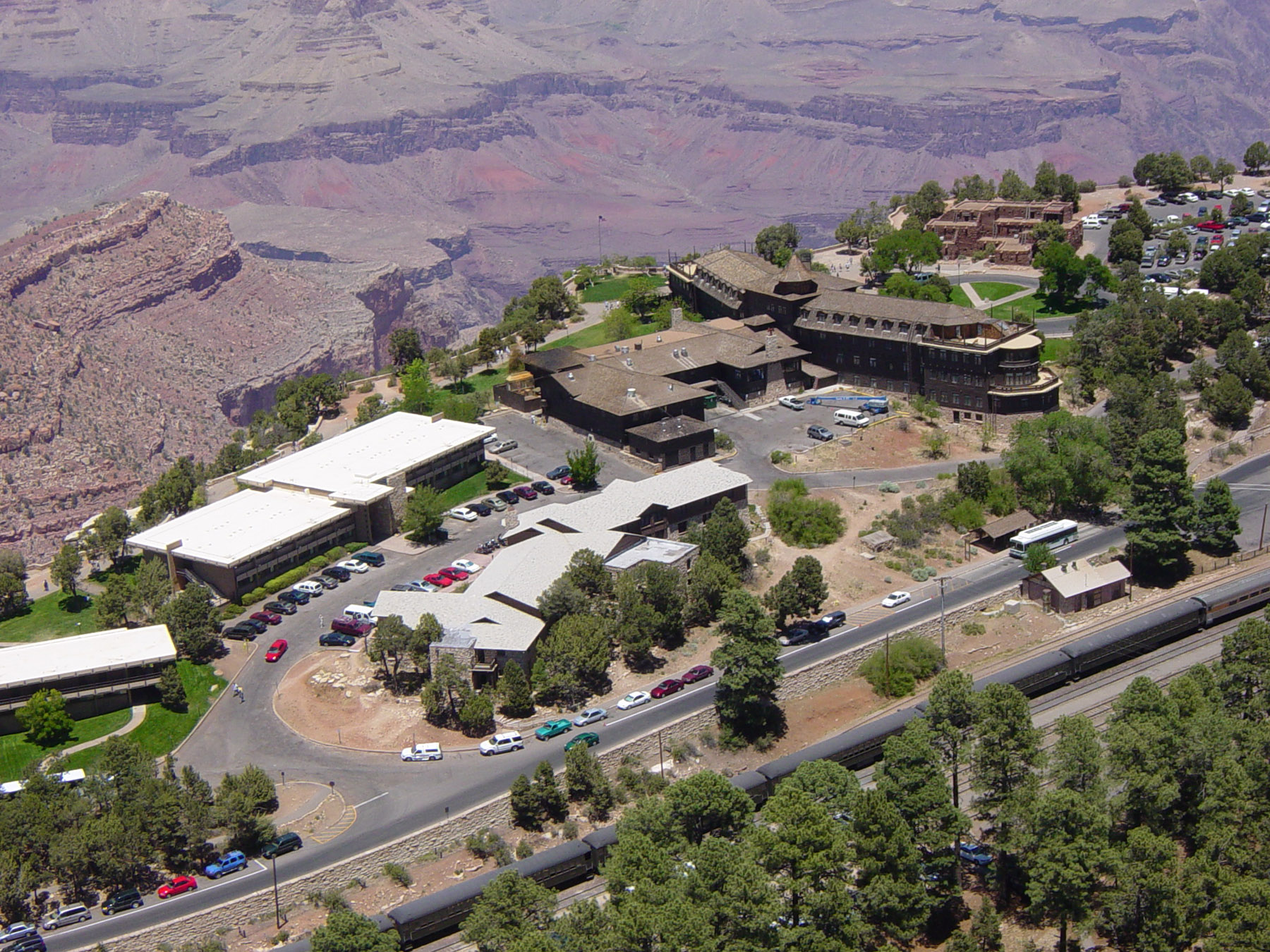
그랜드 캐니언 빌리지(Grand Canyon Village)앞에는 기차가 대기중이다. 뒤에 엘토바 호텔이 보인다.

- 방문객센터(Visitor Center)는 공원에 들어 와서 제일 먼저 방문해야 할 곳이다. 사우스림의 남쪽 입구로 들어오면 첫 번째로 들릴 만한 곳이다. 공원 레인저로부터 방문 계획의 도움을 받을 수도 있다. 충분한 주차 공간, 서점, 매더 포인트(Mather Point) 및 왕복 버스 정류장이 가까이 있다. 2010년 부속 극장을 완공했다. 방문객을 위한 20분 되는 오리엔테이션 영화 《Grand Canyon. A Journy of Wonder》를 매 30분 마다 상영한다.
- 야바파이 전망대(Yavapai Observation Station)는 매더포인트(Mather Point)에서 10분 거리의 서쪽에 위치한 역사적 건물인데 그랜드 캐니언의 방대한 전경을 볼 수 있고 캐니언이 만들어진 역사정 과정을 지질학적으로 설명해 주는 전시물이 있다.
- 콜브 스튜디오(Kolb Studio)는 오래된 건물로서 사진 작가 콜브 형제가 그랜드

캐니언에서 활동시 거주하던 집으로 원상태 대로 복원된것이다. 서점에서 쇼핑을 할 수도 있다. 브라이트 에인절 트레일해드(Bright Angel Trailhead)옆 그랜드 캐니언 빌리지(Canyon Village)에 있다.
- 투사얀 박물관(Tusayan Museum )은 데서트뷰(Desert View)로부터 서쪽 5km 거리에 있다. 원주민 푸에블로 인디언 사회의 생활 단면을 살펴볼 수 있다. 1150년대의 그들이 거주했던 유적지가 옆에 있다.
- 데서트 뷰 방문객 센터(Desert View Visitor Center)는 이스트림(East Rim)의 동쪽 입구이며 그랜드 캐니언 방문객 센터에서 23마일 동쪽 끝 지점에 있는 방문객 센터이다. 그랜드 캐니언과 데서트 뷰 지역에 관련된 다양한 자료를 제공하며 상점도 겸하고 있다.

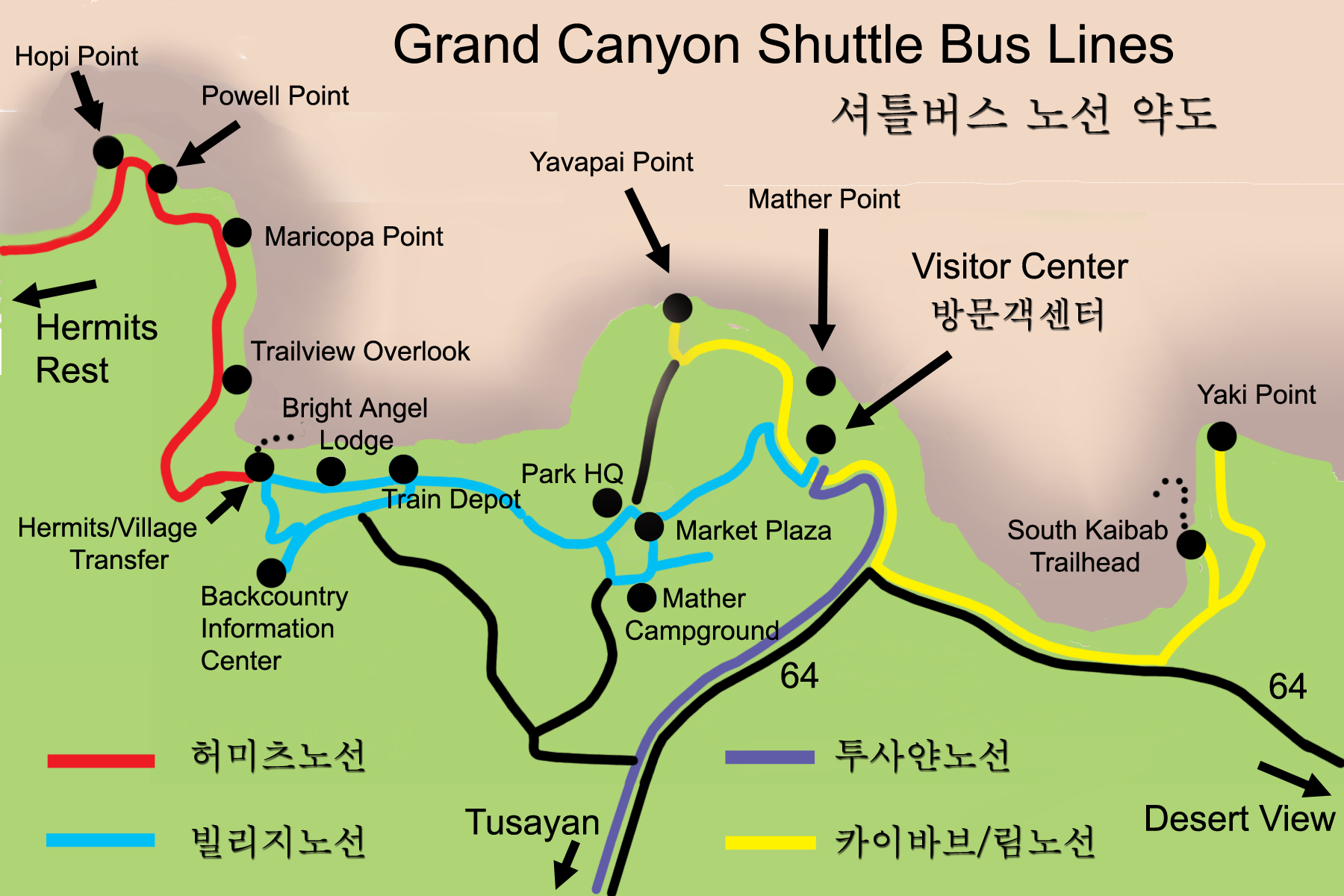
공원 내의 셔틀버스 노선 약도

## 셔틀 버스

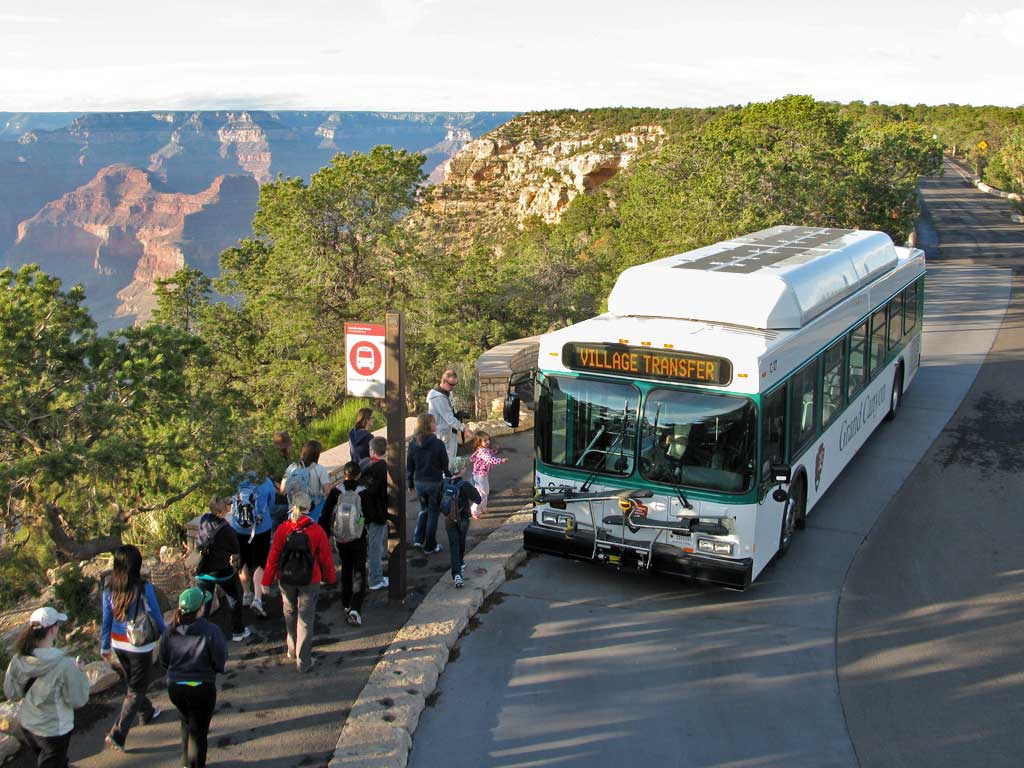
캐니언 빌리지와 허미츠 레스트를 왕복하는 셔틀 버스

사우스 림에는 4개의 셔틀버스 노선이 있다. 보통 15분 간격으로 다니며 승차권이 필요없다.
웨스트림(West Rim)노선은 약도에 붉은 색으로 표시한 노선인데 캐니언 빌리지에 있는 환승 지점에서 출발해서 서쪽 웨스트림 7마일(11km) 지점에 있는 허미츠 레스트 (Hermits Rest)를 왕복 하는 노선이다. 이 부분은 일반 차량이 3월~11월 기간에는 다닐수 없게 되어 있어 셔틀만이 대중 교통 수단이 된다. 중간에서 내리지 않고 왕복 한다면 1시간15분이 걸린다. 청색으로 표시한 빌리지 노선(Village Route)은 그랜드 캐니언 빌리지를 중심으로 여러 호텔, 캠프장, 방문객 안내소, 잡화점, 마켓, 식당등을 다닐수 있도록 노선이 되어있다. 한바퀴 도는데 50분이 걸린다. 다음으로는 보라색으로 표시한 투사얀노선(Tusayan Route)이다. 공원입구에 숙소를 정한 방문객을 위한 노선으로 5월~9월 사이에 운영한다. 투사얀과 공원 사이의 7마일(11km)을 왕래한다. 편도의 주행시간은 20분이다. 노란색의 카이바브/림(Kaibab/Rim) 노선은 사우스림의 야바파이(Yavapai Point)와 동쪽의 카이바브 포인트(Kaibab Point) 사이를 다닌다. 왕복 주행 시간은 50분이다.
이 밖에 이른 아침에 출발 하는 배랑 여행자나 하이커를 위한 고속(Hiker's Express)셔틀버스가 6~8월에는 4시, 5시, 6시에 브라이트에인절숙소(Bright Angel Lodge)를 떠나 백컨트리정보센터(Backcountry Information Center)와 방문객 센터(Visitor Center)를 거친 뒤 카이바브 트레일헤드(Kaibab Trailhead)로 직행한다. 5월과 9월은 한시간 늦게 출발한다.
노스림과 사우스림 사이를 5월~10월 사이의 계절에 한해서 하루에 한번 왕복 운행하는 트란스 캐니언 셔틀버스(Trans-Canyon Shuttle)가 있다. 이것은 캐니언의 남과 북을 운행하는 유일한 대중 교통 수단이기도 하다. 운임은 $80.00(편도), $150.00 (왕복)이며 예약이 필요하다.

## 명승지

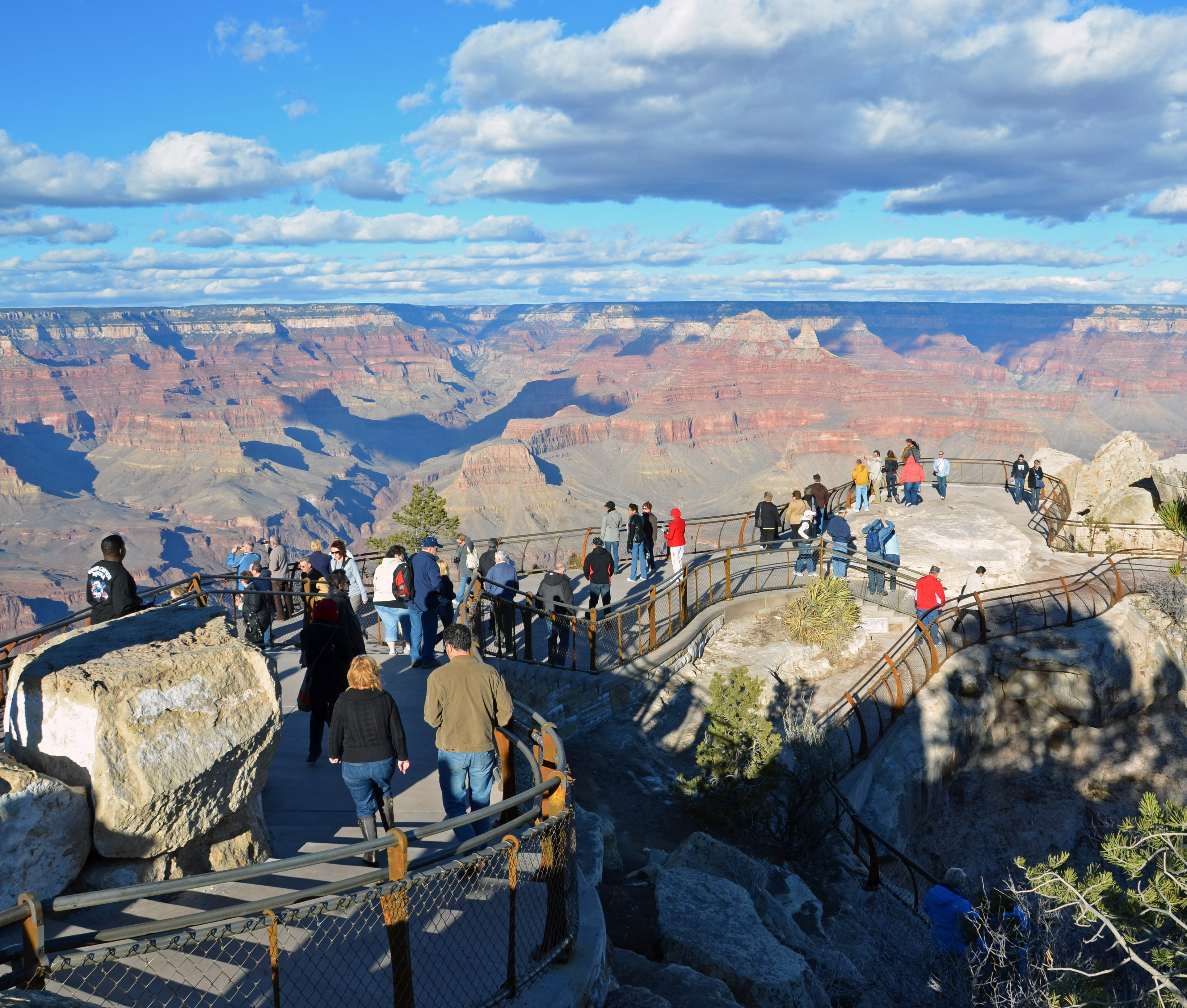
매더 포인트 전망대

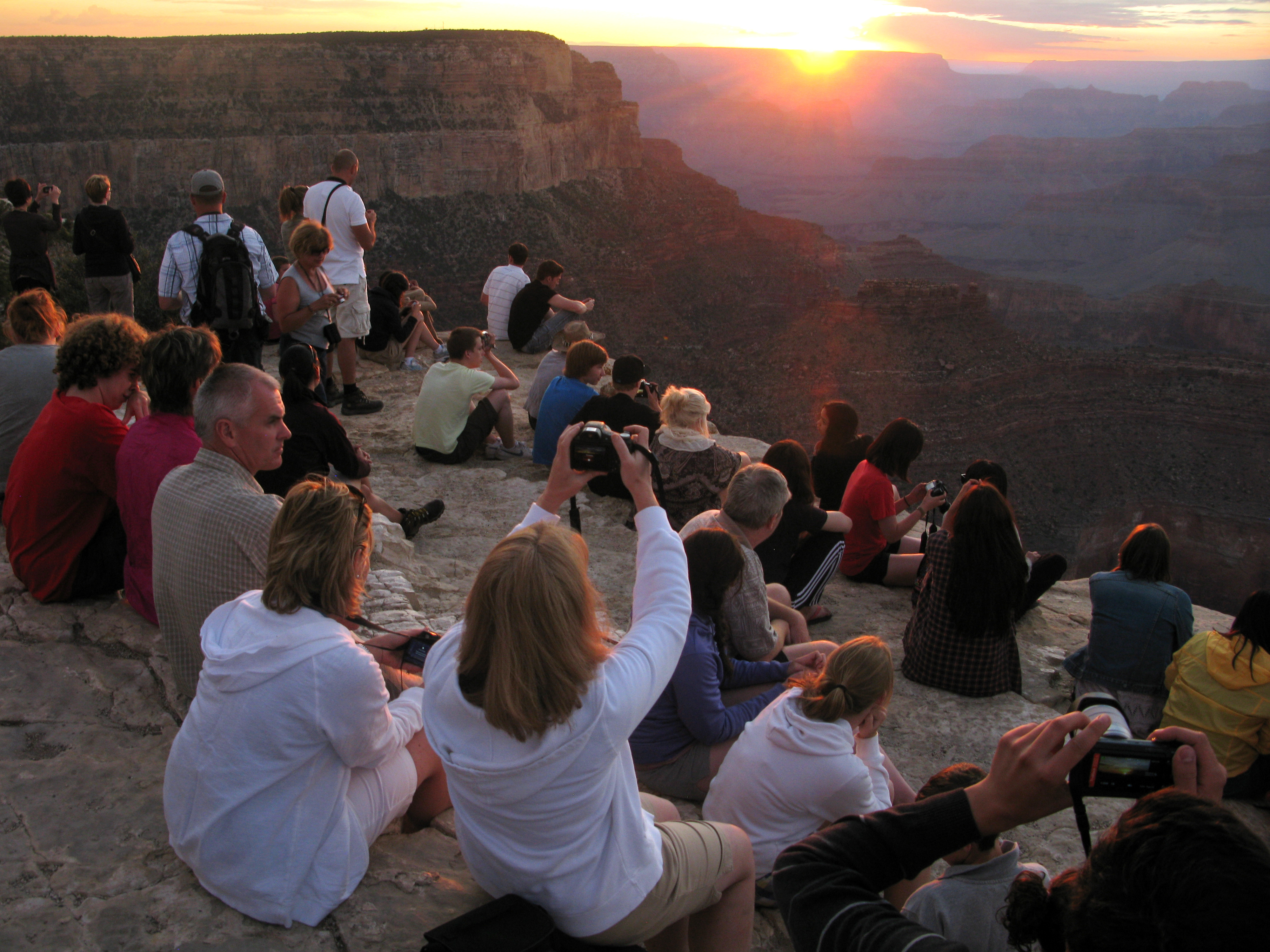
야바파이포인트에서 일몰을 구경하는 관광객

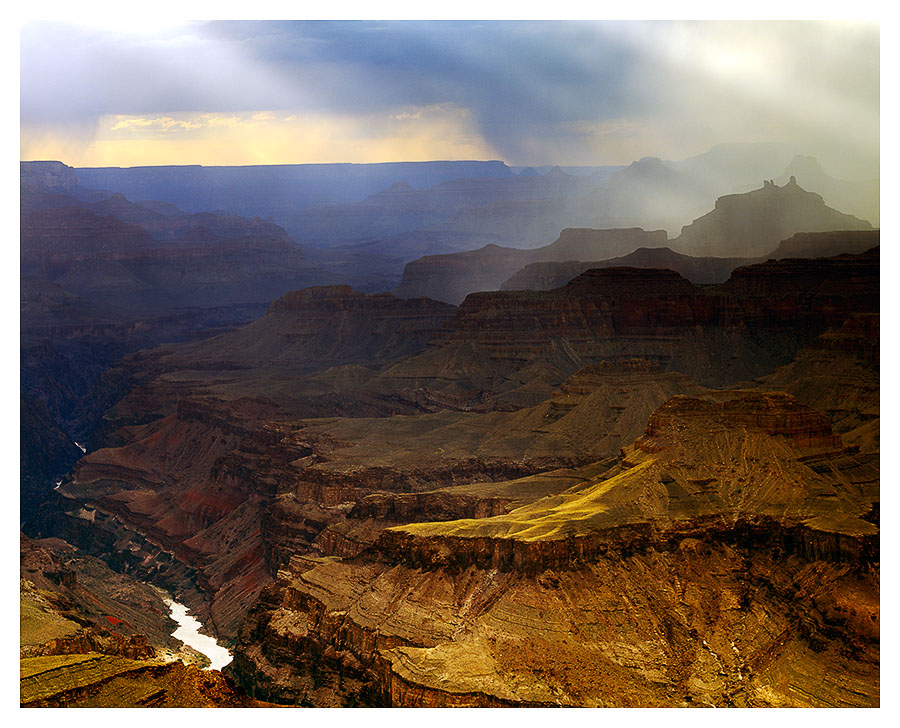
그랜드 캐니언

전망이 좋은 계곡의 가장자리 여러 지점에 이름을 붙여서 포인트(Point)라고 부르는데 어느 곳이나 모두 각각의 특징이 있어서 차별할 수는 없으나 인기있는 명승지는 다음과 같다:
- 사우스 림(South Rim)은 매더 포인트와 그랜드 캐니언 빌리지 사이의 계곡 가장자리를 말한다. 이곳의 가장자리를 따라 오솔길(Trail)이 있다. 약 30~40분 소요되는 인기있는 코스다.
  - 매더 포인트(Mather Point)는 방문객센터에서 제일 가까운 곳에 있다. 넓은 전망의 경치가 웅장하고 이곳의 해뜨는 광경을 보려고 새벽에도 많은 사람이 오는 인기있는 명승지이다.
  - 야바파이 포인트(Yavapai Point)는 마더 포인트에서 오솔길(Trail)을 걸어 서쪽으로 약 10분 거리에 있다. 멀리 콜로라도 강이 부분적으로 두 곳이 보이는데 그중 하나는 판톰렌치(Phantom Ranch)에 있는 다리가 보인다. 하이커를 위한 이 다리(Suspension Bridge:현수교)는 남과 북의 캐니언을 연결해 주는 유일한 오솔길 통로다. 석양의 경치가 좋다.
- 웨스트 림(West Rim)은 그랜드 캐니언 빌리지에서 서쪽에 있는 허미츠레스트까지 구간의 가장자리를 말한다.
  - 트레일뷰 I, II(Trailview I & II)는 그랜드 캐니언 빌리지에서 서쪽에 첫 번째와 두 번째 명승지로서 절벽을 내려가는 오솔길을 볼 수 있다. 이 오솔길은 노스림까지 연결되는 브라이트 에인절 트레일(Bright Angel Trail)이다.
  - 마리코파 포인트(Maricopa Point)는 360도에 가까운 경치를 볼 수 있는 곳이다. 노스림의 브라이트 에인절 캐니언이 잘 보인다.
  - 파월 포인트(Powell Point)에는 1869년과 1871년 두 번에 걸쳐 콜로라도강을 탐험했던 죤 웨슬리 파월(John Wesley Powell)의 기념비가 있는 명승지이다. 그 당시 그랜드 캐니언 지역은 지도에 그려져 있지 않은 미지의 세계였다. 파월은 남북전쟁에 출전해서 팔을 하나 잃었지만 전쟁이 끝난 뒤에도 이런 장애를 무릅쓰고 나라를 위해 큰 공적을 쌓은 것이다. 뒤에 연방정부의 지질측량국의 국장으로 발탁되어 일했다.
  - 호피 포인트(Hopi Point)는 웨스트 림에서 가장 좋은 석양, 일몰 경치를 볼 수 있는 곳이다.
  - 허미츠 레스트(Hermit's Rest)는 웨스트 림의 가장 서쪽 끝에 있다. 스낵바(Snackbar)가 있다. 캐니언으로 내려가는 허미츠트레일이 있다.
- 이스트림(East Rim)은 방문객 센터에서 동쪽으로 23마일 구간이다.
  - 그랜드뷰 포인트(Grandview Point)는 1901년 기차가 들어 오기전 까지는 관광객이 가장 많이 오는 센터 역할을 했던 지점이였던 만큼 전망이 좋은 지점이다. 1540년 스페인 사람이 처음으로 그랜드 캐니언을 발견했던 지점이 이곳으로 알려져 있다. 이스트림의 중간 지점 그랜드 캐니언 빌리지에서 9마일 떨어진 곳에 있다.
  - 야키 포인트(Yaki Point)에서는 계곡밑으로 내려가는 오솔길을 볼 수 있고 전망도 좋다. 오솔길(Trail)은 야키포인트의 남쪽에 사우스 카이밥 트레일헤드(South Kaibab Trailhead)에서 시작해서 갈지(之)자모양으로 내려간다. 약 2.9km 내려가면(180m 고도변화) 우아지점(Ooh Aah Point)에 이른다. 동쪽의 경치가 갑자기 펼쳐지는 이곳에 이르러 모두 '우! 아!'라는 함성을 지르기 때문에 이런 이름이 부쳐졌다. 왕복시간은 1~2시간이 소요된다.
  - 데저트 뷰(Desert View)는 콜로라도강을 가장 잘 볼 수 있는 명승지이다. 이스트림의 끝에 있으며 여행객 안내소도 있다.
- 노스림(North Rim) 공원 내의 숙소로 그랜드 캐니언 라지(Grand Canyon Lodge)가 있다. 숙소의 아래층에 있는 뷰잉라운지(Viewing Lounge)에서 대형 유리창을 통해 내다 보는 캐니언의 경치는 장관이다. 노스림의 모든 시설은 5월 15일에서 10월 15일까지 연다. 시설은 문을 닫아도 첫 눈이 내리기 전까지 공원 출입은 한동안 허용한다. 그러나 첫 큰 눈이 내리는 대로 (보통 10월 말경) 공원 출입은 폐쇄된다.
  - 브라이트 에인절 포인트(Bright Angel Point)는 숙소에서 포장된 오솔길로 연결된다. 오솔길의 좌우가 절벽이어서 마치 하늘에 떠 있는 오솔길을 가는 기분이 든다. 약 400야드(360m)쯤 가서 관망지에 이른다. 사우스림 보다 지대가 높아서 사우스림 넘어의 넓은 애리조나 광야까지 시야에 들어온다. 애리조나 주에서 제일 높은 산프란시스코봉(San Fransico Peak)도 보인다. 아래서부터 물 흐르는 소리를 들을 수도 있다. 로어링스프링(Roaring Spring)에서의 물소리다. 여기 물을 배수해서 노스림과 사우스림의 식수 공급을 하고 있다.
- 일출일몰의 경치를 보는데 인기있는 지점은 사우스림에서는 호피(Hopi), 야바파이(Yavapai), 야키(Yaki), 리판(Lipan) 포인트들과 데저트 뷰(Desert View)를 들수 있고 노스림에서는 케이프로얄(Cape Royal)과 브라이트 에인절 (Bright Angel) 포인트를 들 수 있다.

## 사진

그랜드
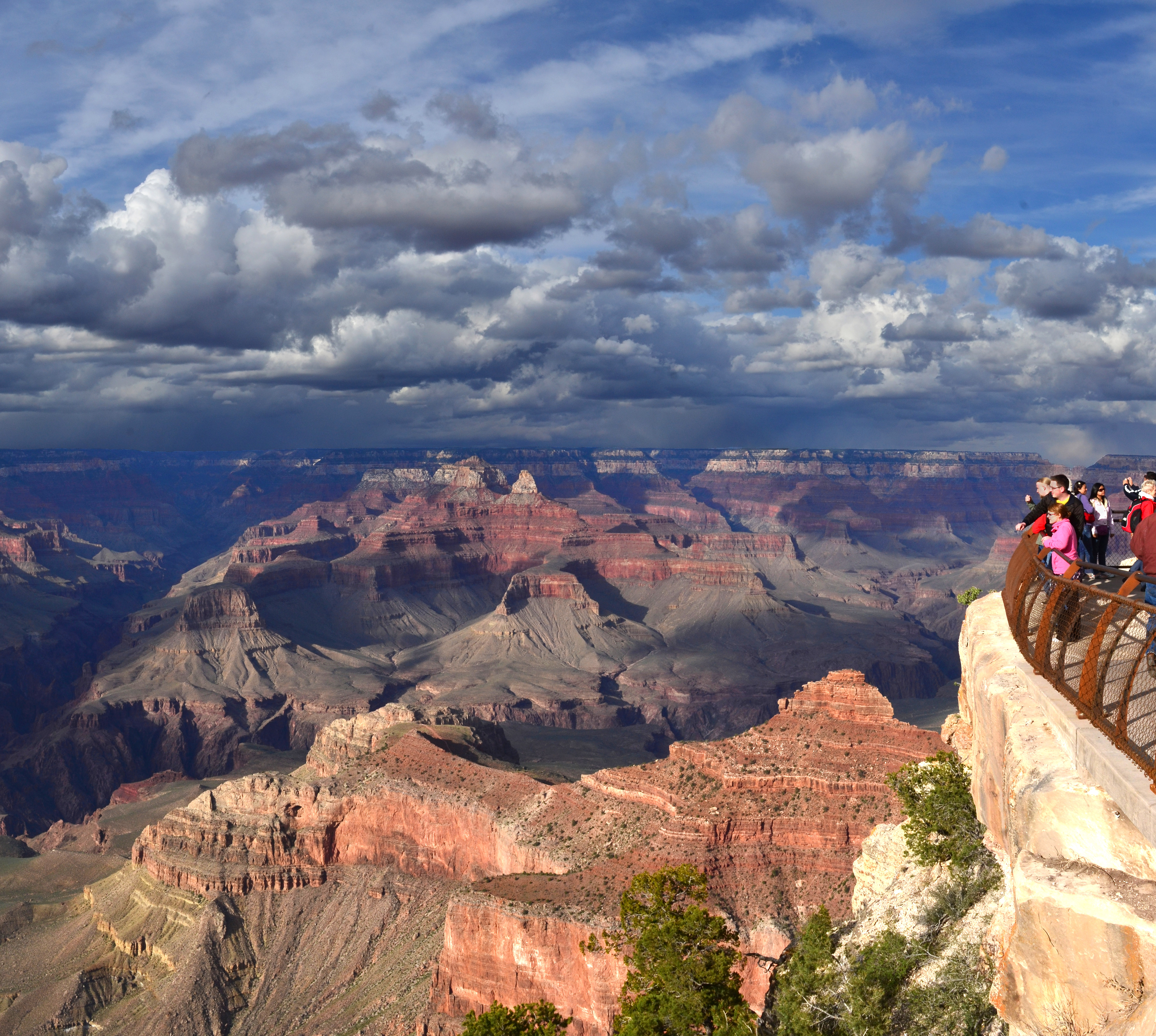
마서 포인트에서 본 봄철 소나기 구름
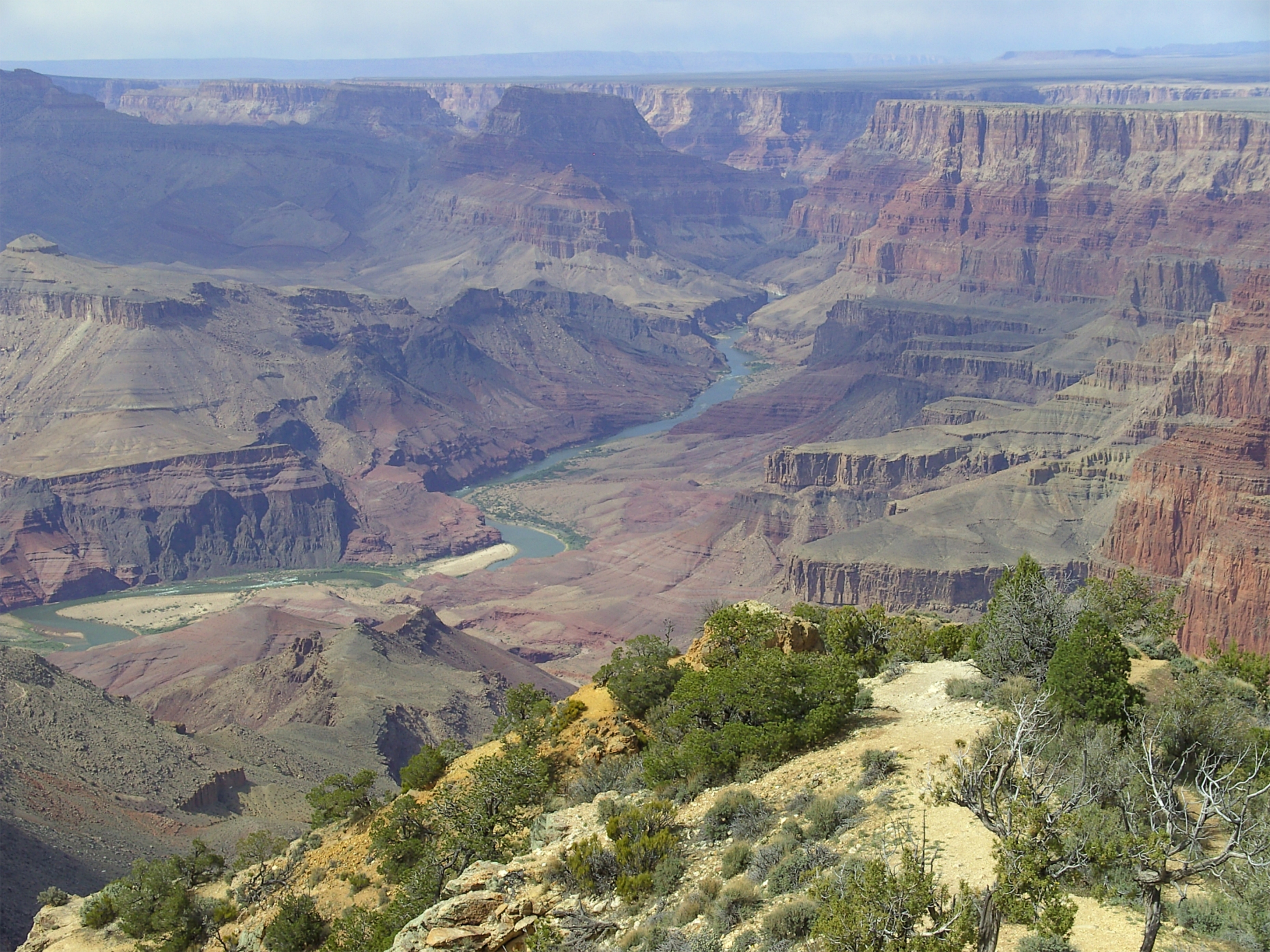
그랜드 캐니언(사우스림). 콜로라도 강이 보임.
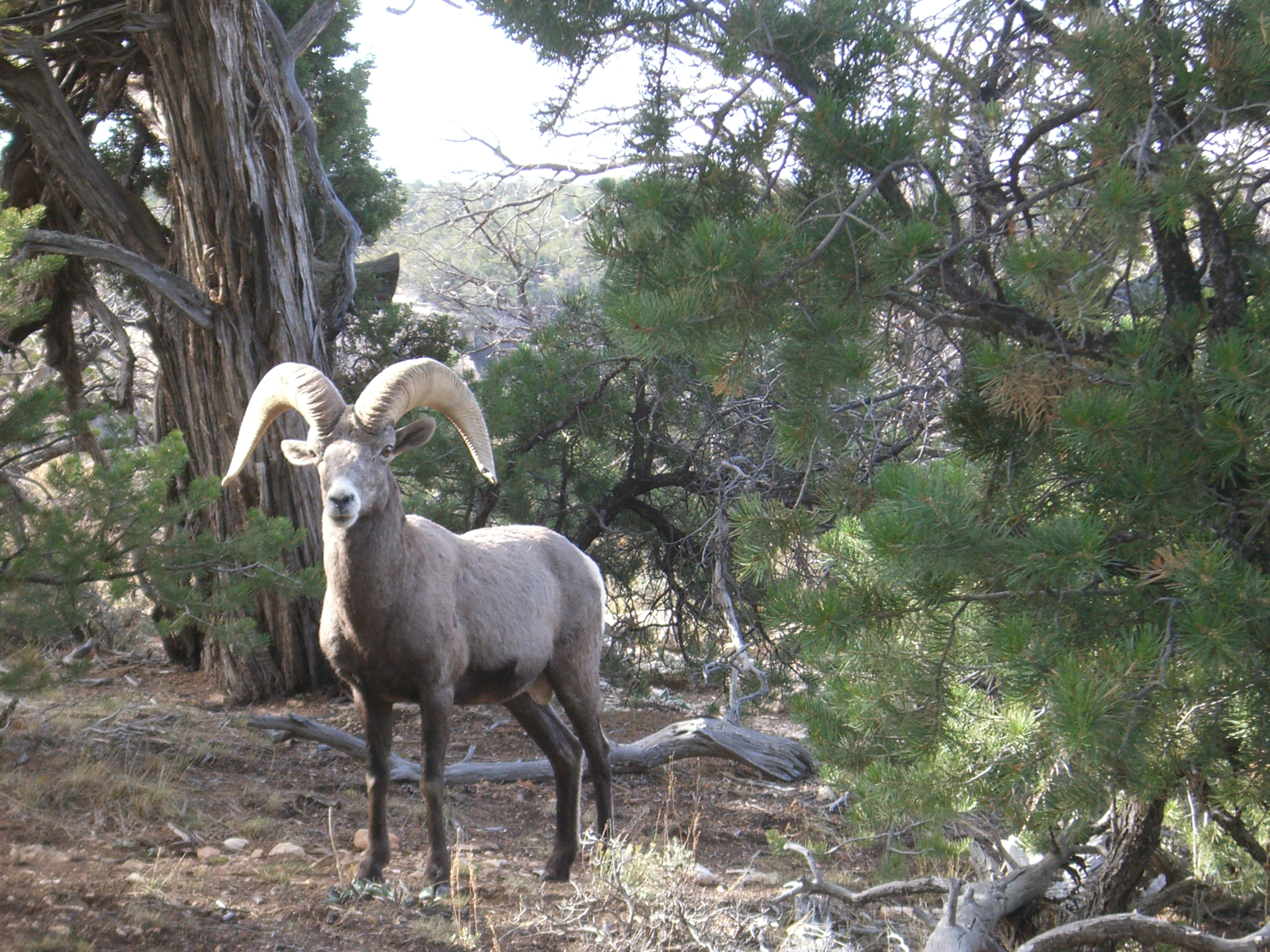
그랜드 캐니언의 야생양(Bighorn Sheep)
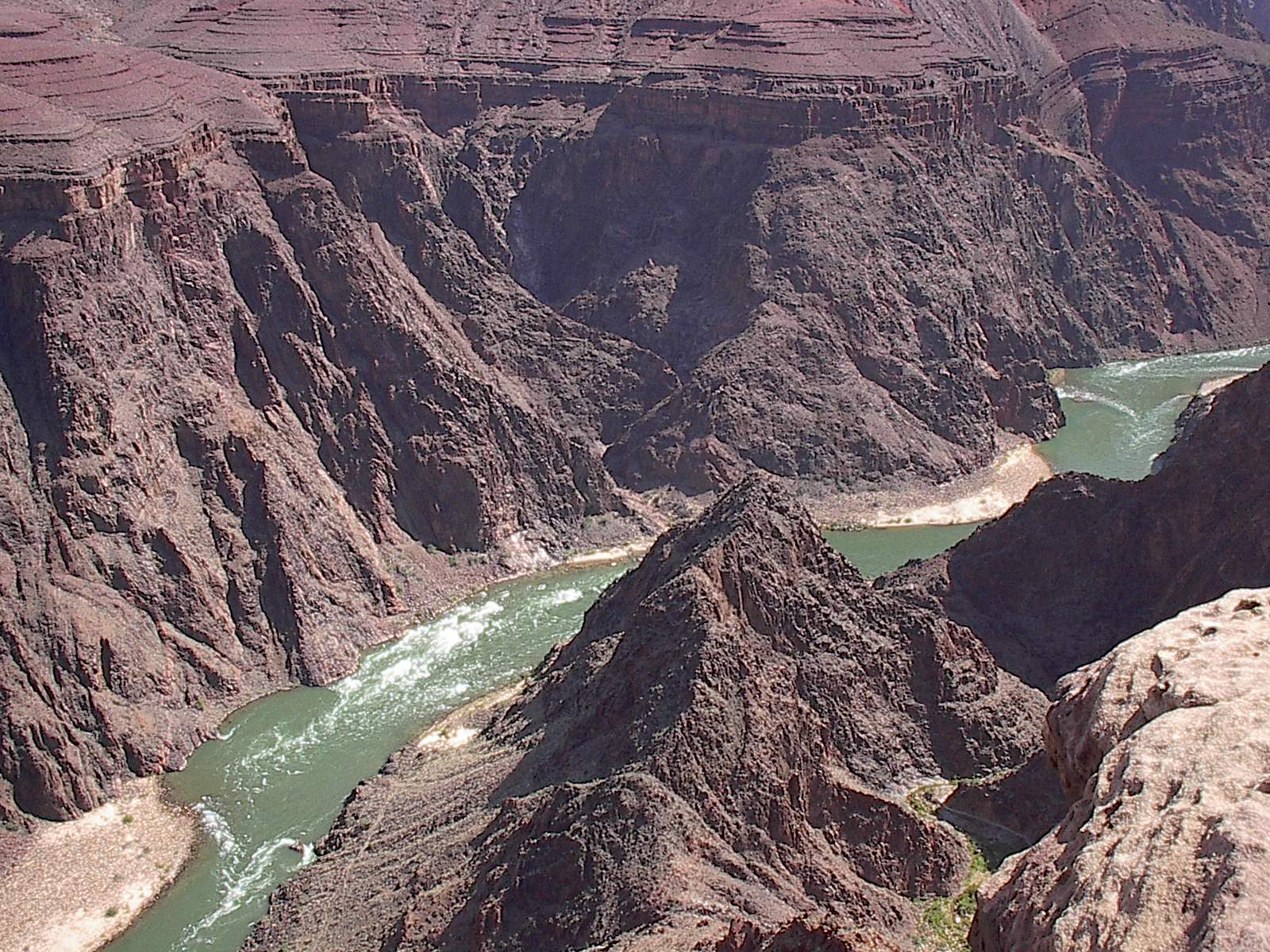
그랜드 캐니언을 흐르는 콜로라도강
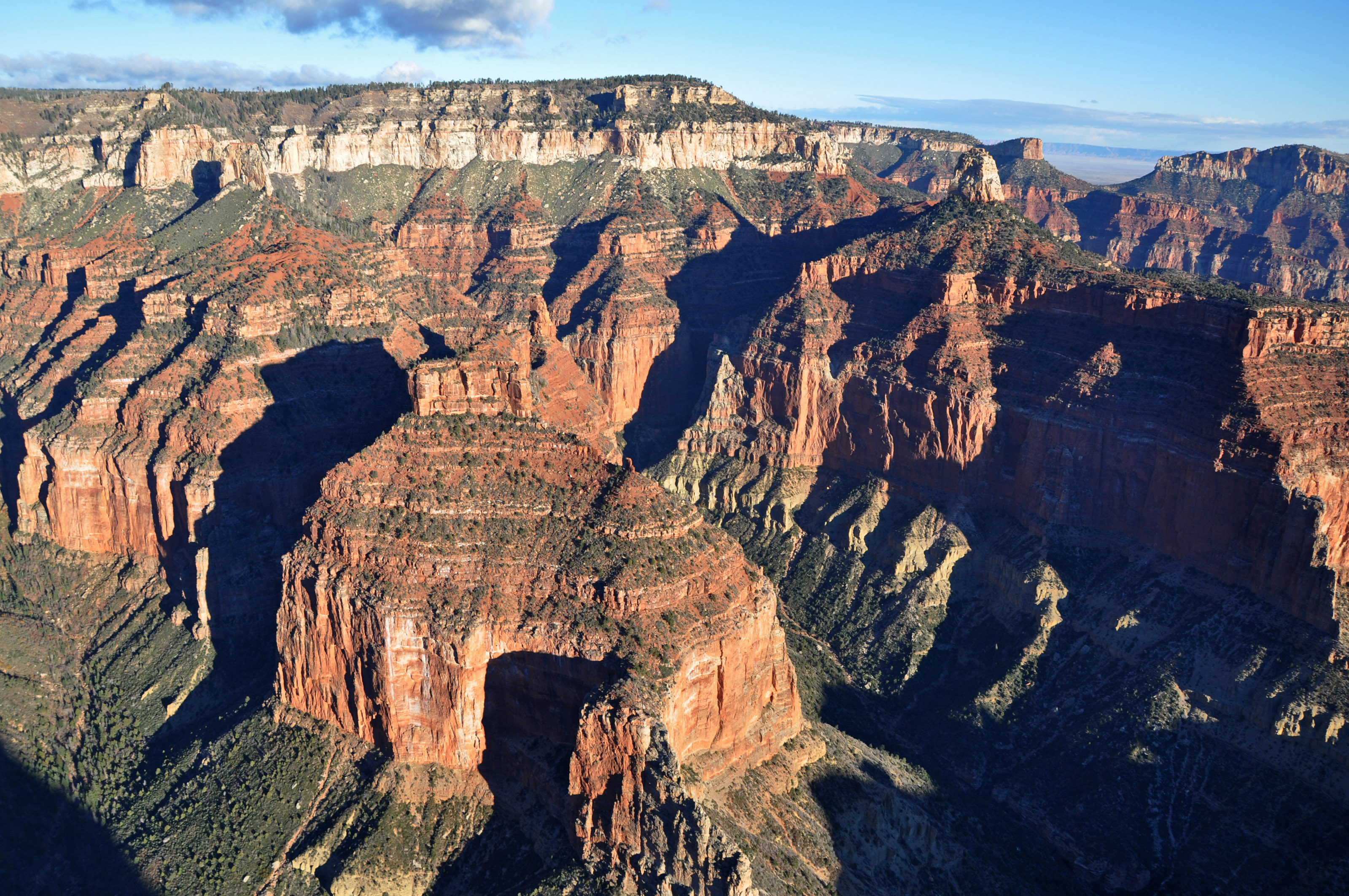
포인트 임페리얼의 남쪽 경치
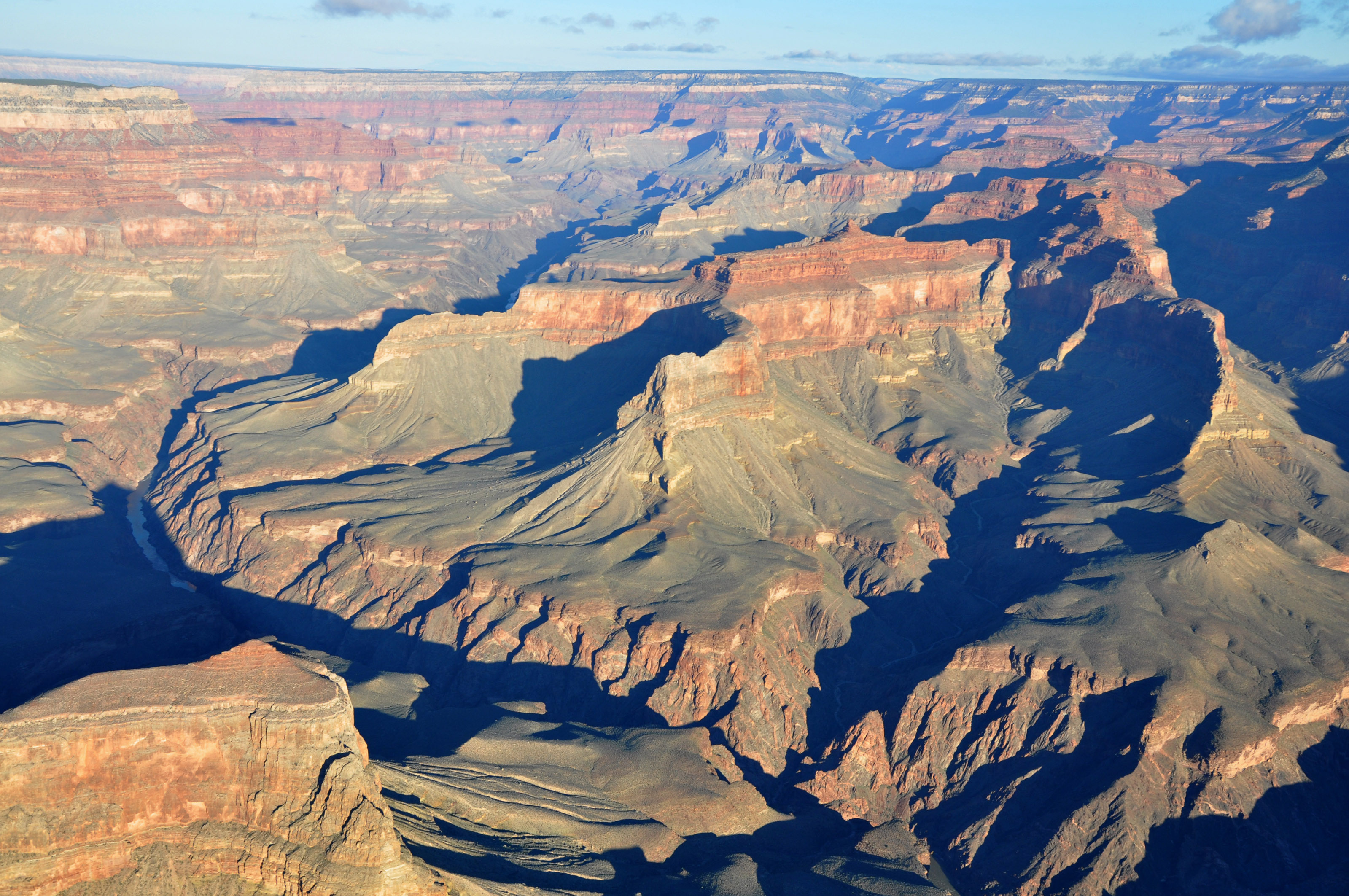
가이치 봉과 스콜피온 능선

## 같이 보기
- 그랜드 캐니언
- 미국의 국립공원